# Camillo Ruini
Camillo Ruini, italijanski rimskokatoliški duhovnik, škof in kardinal, * 19. februar 1931, Sassuolo.

## Življenjepis
8. decembra 1954 je prejel duhovniško posvečenje.
16. maja 1983 je bil imenovan za pomožnega škofa Reggio Emilie in za naslovnega škofa Nepteja; 28. junija istega leta je prejel škofovsko posvečenje.
17. januarja 1991 je postal pomožni škof Rima. 28. junija istega leta je bil povzdignjen v kardinala in imenovan za kardinal-duhovnika S. Agnese fuori le mura.